# Witipwon
Witipwon är ett berg i Mikronesiens federerade stater. Det ligger i kommunen Weno-Choniro och delstaten Chuuk, i den västra delen av landet, 700 km väster om huvudstaden Palikir. Toppen på Witipwon är 273 meter över havet.